# Menkes氏症候群
Menkes氏症候群（英語：或Menkes syndrome，縮寫MNK），或譯门克斯综合征、緬克斯症候群、孟克斯氏症候群，是一種銅離子運輸異常的遺傳性疾病。該症候群肇因於X染色體長臂控制銅離子輸送之 ATPase（ATP7A）基因發生變異，造成個體在銅離子吸收與運輸上的障礙，導致血中銅離子含量過低，並影響需銅離子輔助進行的酵素反應。
该病在婴儿期发病，每 10 万至 25 万名新生儿中约有 1 人患病；患病婴儿通常活不过三岁，但也有极少数病例在儿童期后期出现较不严重的症状。
由於此病為性聯隱性遺傳疾病，少部份帶因母親會有輕微神經症狀或毛髮異常，其患者則多為男性；大多患者出生時健康狀況無明顯異樣，直至2至3個月大時方出現發展（或生長）遲緩、癲癇、低張力等症狀。

## 外部鏈結
- 認識罕見遺傳疾病系列(63)Menkes氏症候群